# Square Raoul-Nordling
Square Raoul-Nordling är en park i Paris, belägen vid Rue Saint-Bernard i 11:e arrondissementet. Parken är uppkallad efter den svenske diplomaten Raoul Nordling som i samband med Paris befrielse 1944 medverkade till att omkring 4 000 fångar omhändertogs av Röda Korset. I närheten av parken är kyrkan Sainte-Marguerite belägen.

### Webbkällor
- ”Square Raoul Nordling”. Mairie de Paris. Arkiverad från originalet den 20 augusti 2016. https://web.archive.org/web/20160820092018/http://equipement.paris.fr/square-raoul-nordling-2840. Läst 13 augusti 2016.
- ”Square Raoul Nordling – Paris 11e”. Evous France. 28 juni 2016. Arkiverad från originalet den 13 augusti 2016. https://web.archive.org/web/20160813092914/http://www.evous.fr/Square-Raoul-Nordling-Paris-11e,1176936.html. Läst 13 augusti 2016.